# Ebalus Manzer
Ebalus (870–934/935?) byl vévoda akvitánský a hrabě z Poitiers a Auvergne, nelegitimní syn vévody a samozvaného krále Akvitánie Ramnulfa II. a jeho konkubíny neznámého jména. V historických podkladech je k jeho jménu často přiloženo přízvisko Manzer, Mancer nebo Manser, což může být nesprávně zapsané slovo mamzera, znamenající hebrejské slovo pro bastarda, potomka zplozeného mimo manželské lože, což samo napovídá o jeho původu.

## Životopis

### Život
Narodil se jako nemanželský syn Ramnulfa II., hraběte z Poitou a vévody akvitánského, který se od roku 888 nechal titulovat jako akvitánský král. Snaha o nezávislost Akvitánie na Západofranské říši, kde dočasně karolinskou dynastii vystřídali Robertovci v osobě Ody Pařížského, se mu vymstila, neboť tento nový panovník se nepohodlného rivala údajně zbavil tím, že jej nechal otrávit při návštěvě svého dvora. Jediný legitimní syn Ramnulfa II. (Ramnulf III.) zemřel jako dítě (?) následujícího roku. Bezdětní bratři Ramnulfa II. Gauzbert (pařížský biskup) a Ebalus, který byl sice opat, ale zároveň i úspěšný válečník proti Vikingům, se postavili na stranu synovce Ebaluse (pravděpodobně spoluvládce zemřelého nevlastního bratra) a odešli bránit Akvitánii proti Odovi, ale na podzim následujícího roku 892 oba padli v bitvě.
Hrabství Poitou obsadil roku 892 Adémar z Angoulême, syn bývalého hraběte z Poitou Emenona, kterého odtud vyhnal děd Ebaluse Ramnulf z Poitiers, zakladatel rodu Ramnulfovců. Adémara v tomto činu podporoval samotný Odo Pařížský a Ebalus musel vyhledat azyl, který mu poskytl straník jeho otce Vilém, hrabě z Auvergne (později zvaný Zbožný), ten se taktéž později postaral i o jeho vzdělání. Hrabě Vilém odradil svojí vojenskou silou Adémara od dalších akcí proti němu a Ebalusovi, přičemž ten se smířil s obsazením Poitou, což mu král Odo roku 897 formálně potvrdil.
Roku 898 nastoupil na západofranský trůn Karel III., zvaný Prosťáček. Ebalus se s ním důvěrně znal již od dětství, neboť tento panovník z karolinského rodu byl po dobu svého exilu vychováván na akvitánském dvoře jeho otce Ramnulfa II., čehož roku 902 využili Ebalus a jeho ochránce Vilém Zbožný a v okamžiku, kdy nebyl Adémar přítomen v Poitou, tak toto hrabství Ebalus obsadil a posléze Adémara porazil i v bitvě. Karel Prosťáček jeho nároky uznal, Ebalus se stal hrabětem z Poitou a Vilém Zbožný obdržel titul vévody akvitánského, který po jeho smrti postupně přešel na jeho dva synovce z rodu Bellonidů.
V roce 904 byl Ebalus úspěšný při obsazení Limoges a roku 911 se částečně podílel na porážce Vikingů vedené náčelníkem Rollem, což patřilo k významným mezníkům francouzské historie a k vytvoření normandského vévodství.
Po smrti vévody akvitánského a hraběte z Auvergne Acfreda roku 927 se podle jeho posledního přání stal dědicem obou titulů právě Ebalus. Vedle toho ovládal i krajiny Berry a La Marche.
Ebalus byl věrným straníkem Karla Prosťáčka (†929), proto se snažil po uvěznění a smrti tohoto krále nový panovník západofranské říše Rudolf Burgundský o omezení vévodovi moci. Roku 929 převedl panství Berry pod francouzskou korunu, hrabství La Marche učinil samostatným a udělil jej pánům z Charroux, roku 932 mu byl odejmut i titul hraběte z Auvergne a vévody akvitánského, kdy oba udělil Raimondu Ponsovi, hraběti z Toulouse, fakticky si však Ebalus podržel moc nad Akvitánií až do své smrti roku 935.

### Rodina
S druhou manželkou Emiliennou měl dva syny, sňatek se uskutečnil po roce 911.
- Vilém III. Akvitánský (915–963), manželka Adéla Normandská, dcera náčelníka Rolla, vévody normandského.
- Ebalus, biskup v Limoges (†977)